# Riodina lysistratus
Riodina lysistratus är en fjärilsart som beskrevs av Hermann Burmeister 1879. Riodina lysistratus ingår i släktet Riodina och familjen Riodinidae. Inga underarter finns listade.